# Muzeum Agatów w Rudnie
Muzeum Agatów w Rudnie (gmina Krzeszowice) – prywatne muzeum geologiczne otwarte w 2020 roku przez kolekcjonera Witolda Kopruchę.
W muzeum znajdują się sale z wyeksponowanymi przeciętymi i wypolerowanymi agatami, z ametystami i kwarcami, sala ze skamieniałościami morza jurajskiego, a także kawałki skamieniałych drzew. Eksponaty były pozyskane w latach 1980–2021 z okolicznych pól uprawnych i rumowisk skalnych nieczynnego kamieniołomu melafiru. Budynek znajduje się na wzgórzu wulkanicznym permskich skał wylewnych na wysokości ok. 400 m n.p.m. zwanym Spalisko w pobliżu Zamku Tenczyn.
W 2021 roku Muzeum wspólnie ze Stowarzyszeniem Rozwoju Wsi Rudno było organizatorem „I Międzynarodowych Mistrzostw w Poszukiwaniu Agatów o tytuł Agatowego Króla”, a we wrześniu 2021 roku organizowało „Jesienne Wykopki Agatowe u Witolda”.

## Galeria

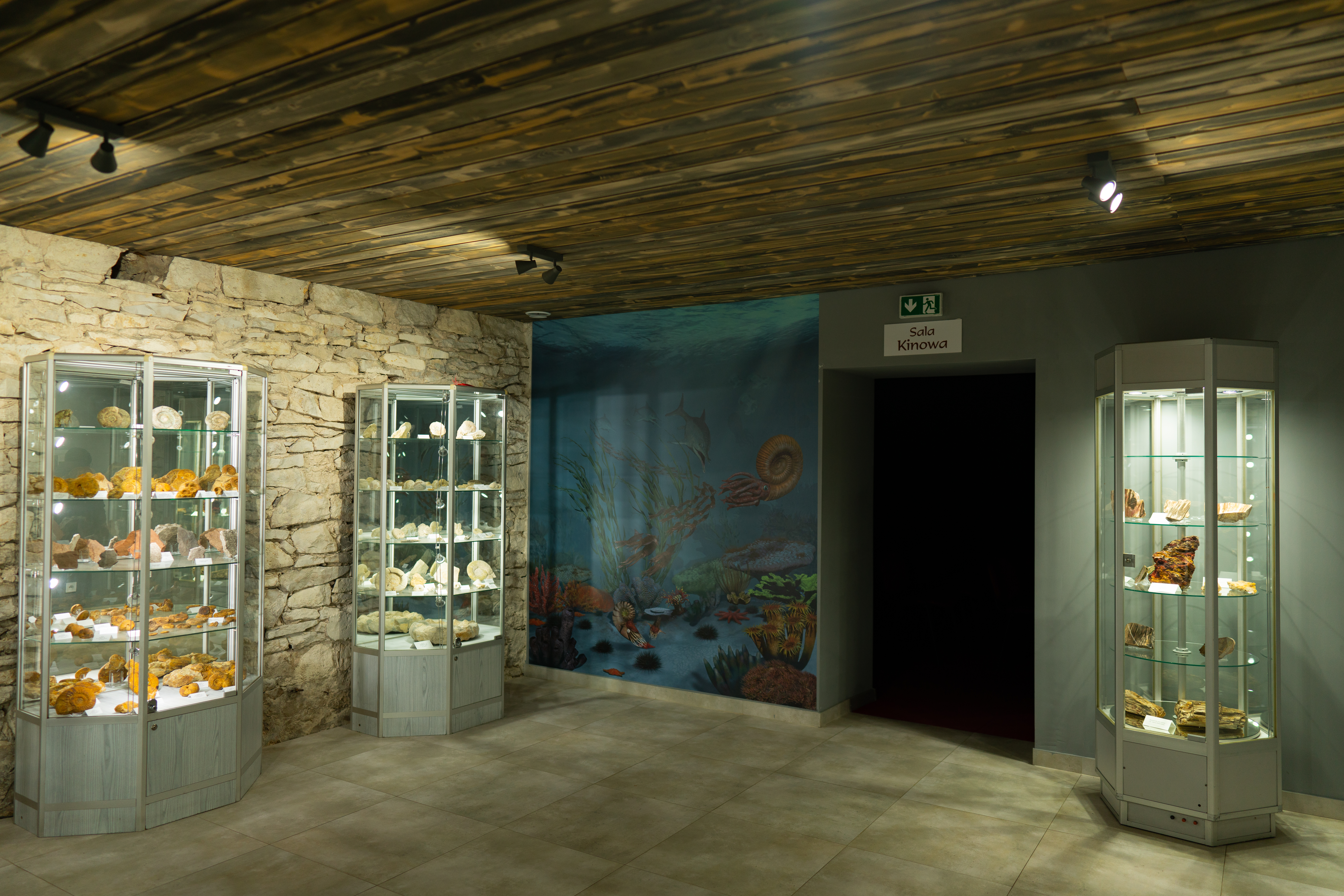
Fragment ekspozycji
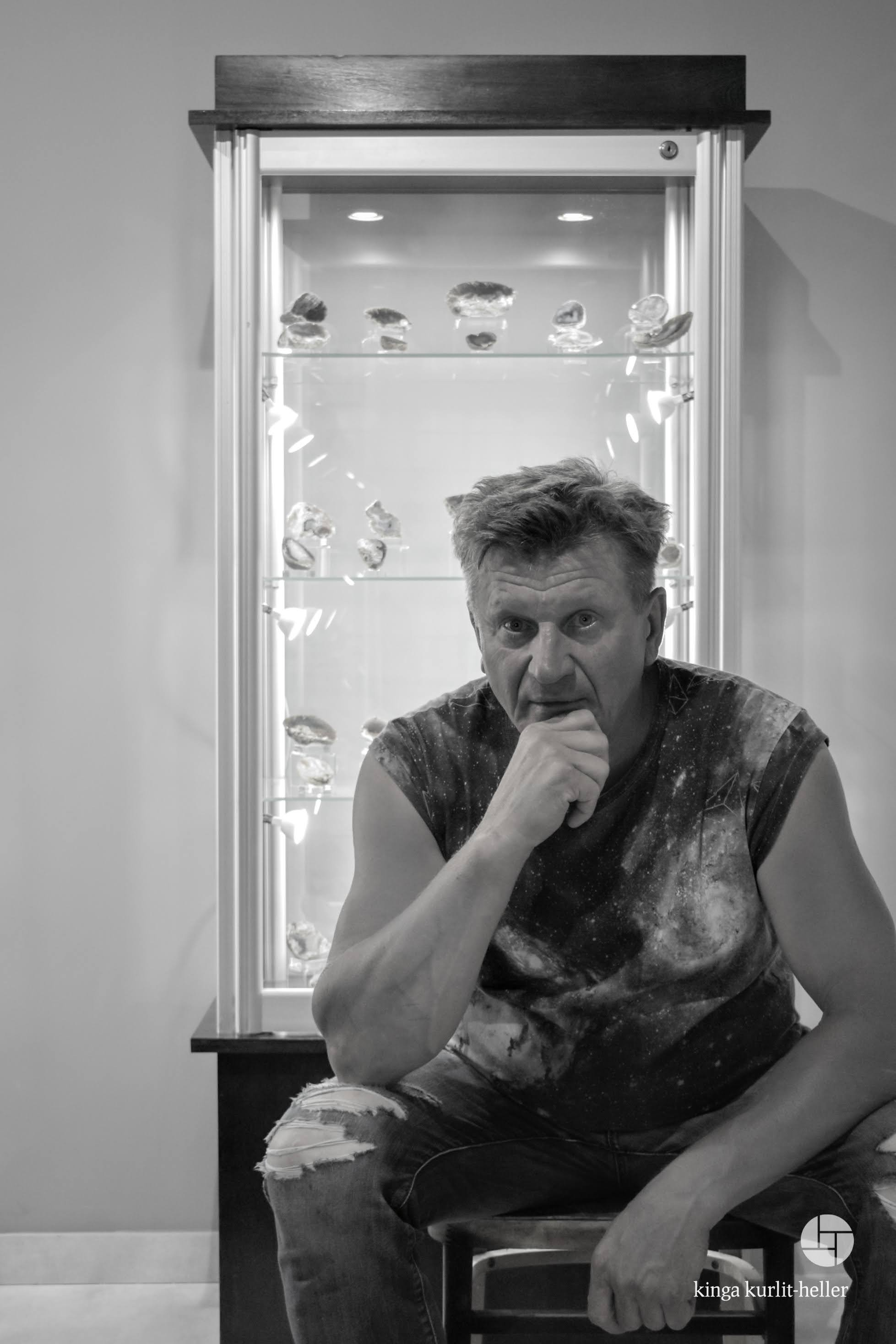
Witold Koprucha, kolekcjoner i właściciel Muzeum Agatów w Rudnie
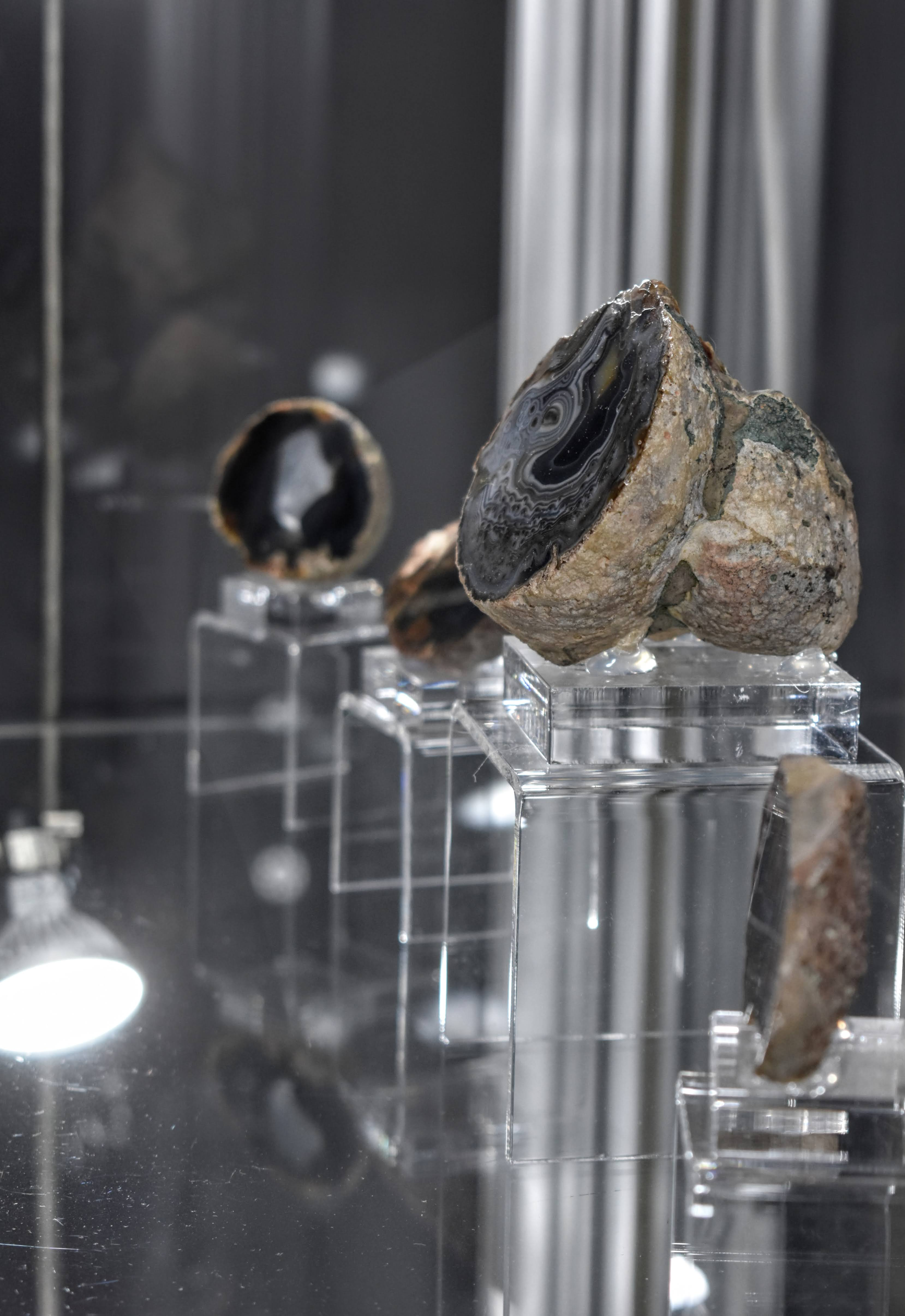
Przecięty i wypolerowany agat